# Daisuke (cantante)
DAISUKE (ダイスケ?) es un cantautor japonés, quien nace en Fujisawa, prefectura de Kanagawa y actualmente reside en Yokohama. Su tipo de sangre es AB y sobrenombre es "Daisuke-kun". Tiene afición por el surf y la pintura. Actualmente se encuentra afiliado a la compañía, A-PLUS.

## Discografía
A continuación se listan los sencillos lanzados por DAISUKE:

### Sencillos
| N.º | Título                                       | Fecha de lanzamiento  |
| --- | -------------------------------------------- | --------------------- |
| 1   | Yo☆cohete                                    | 2 de febrero de 2011  |
| 2   | Itsudatte.                                   | 2 de marzo de 2011    |
| 3   | Que sólo se puede                            | 15 de febrero de 2012 |
| 4   | Cielo soleado del mes de marzo               | 1 de agosto de 2012   |
| 5   | Moshimo                                      | 16 de enero de 2013   |
| 6   | Sketchbook                                   | 27 de febrero de 2013 |
| 7   | Colina Natsumeku                             | 3 de julio de 2013    |
| 8   | Doremi                                       | 26 de febrero de 2014 |
| 9   | El amor es dispersado en la frustrante Laila | 7 de enero de 2015    |
| 10  | Uno de los latidos del mundo                 | 20 de mayo de 2015    |

### Álbumes
| N.º | Título                    | Fecha de lanzamiento  |
| --- | ------------------------- | --------------------- |
| 1   | Más loco el fin de semana | 19 de octubre de 2010 |

#### Tops
| N.º | Título            | Fecha de lanzamiento  | Pos |
| --- | ----------------- | --------------------- | --- |
| 1   | ¿Qué puedo?       | 29 de febrero de 2012 | #6  |
| 2   | Estrella de gotas | 13 de marzo de 2013   | #28 |
| 3   | Tsumugu           | 26 de marzo de 2014   | #69 |